# Lars Gudmestad
Lars Håkon Gudmestad (født 1969 i Norge) er en norsk manuskriptforfatter og filminstruktør for film og TV. Han er muligvis bedst kendt for at have skrevet den norske spillefilm Buddy, hvor Aksel Hennie og Nicolai Cleve Broch medvirker. I 2004 tilegnede filmen en Amanda-pris-nominering som Årets Bedste Filmmanuskript.
Gudmestad voksede op i Holmestrand i Norge. Han blev kendt i den norske offentlighed som programleder for Filmmagasinet på NRK2.
Gudmestad har tidligere arbejdet som journalist, programleder i TV og dokumentarfilminstruktør og er medejer af produktionsselskabet Medieoperatørene.

## Filmografi
- Grådighet (2000), kortfilm
- Spenn (2001), novellefilm
- Buddy (2003), spillefilm
- Sitt stille (2003), novellefilm
- Ran (2005), TV-serie
- Blodsbånd (2007), spillefilm
- Fatso (2008), spillefilm
- Fritt vilt III (2010), spillefilm
- Keeper'n til Liverpool (2010), spillefilm